# Habrophyes xuthosoma
Habrophyes xuthosoma är en fjärilsart som beskrevs av Turner 1909. Habrophyes xuthosoma ingår i släktet Habrophyes och familjen nattflyn. Inga underarter finns listade i Catalogue of Life.